# Jean-Bernard Raimond
Pour les articles homonymes, voir Raimond.
Jean-Bernard Raimond, né le 6 février 1926 à Paris et mort le 7 mars 2016 à Courbevoie,, est un diplomate français, ministre des Affaires étrangères dans le gouvernement de cohabitation de Jacques Chirac de 1986 à 1988.

## Biographie

### Jeunesse et études
Jean-Bernard Raimond est élève à l’École normale supérieure en 1947, agrégé de lettres en 1951, puis élève à l’École nationale d'administration (promotion Guy Desbos) en 1956.

### Parcours professionnel
Il est attaché au Centre national de la recherche scientifique de 1951 à 1953.
Il est affecté au département des affaires politiques à l'administration centrale du ministère des Affaires étrangères de 1956 à 1966 et maître de conférences à l'Institut d'études politiques de Paris de 1957 à 1967.
Il travaille d'abord sur les questions d'Europe centrale et orientale, avant d'entrer comme directeur-adjoint au cabinet de Maurice Couve de Murville ministre des Affaires étrangères en 1967, puis de le suivre comme conseiller technique pour les questions d'éducation lorsque celui-ci devient Premier ministre dans la délicate période post mai 1968, Edgar Faure étant ministre de l'Éducation nationale. En 1969, il entre au secrétariat général de la présidence de la République auprès de Georges Pompidou comme chargé de mission puis conseiller diplomatique de 1970 à 1973.

## Carrière politique
Ministre plénipotentiaire en 1972, il poursuit sa carrière à l'étranger comme ambassadeur au Maroc de 1973 à 1977. Il en revient en 1977 pour prendre la direction d'Afrique du Nord et du Moyen-Orient au ministère puis dirige le cabinet du ministre des Affaires étrangères Louis de Guiringaud en 1978, avant de prendre la direction générale des relations culturelles, scientifiques et techniques de 1979 à 1981.
À l'arrivée de la gauche, son deuxième séjour à l'étranger le voit ambassadeur en Pologne de 1982 à 1984, en Union soviétique de 1985 à 1986, avant que Jacques Chirac — Premier ministre de cohabitation qu'il a rencontré dans l'entourage de Georges Pompidou — l'appelle au gouvernement de cohabitation pour être son ministre des Affaires étrangères. Il pilote la difficile négociation avec la Nouvelle-Zélande qui aboutit à la libération des faux époux Turenge dans l'Affaire du Rainbow Warrior. En 1987, il est intervenu pour faire remettre la légion d'honneur au général Manuel Noriega, alors dirigeant du Panama.
Il est nommé en Conseil des ministres ambassadeur auprès du Saint-Siège en 1988 sur proposition de Roland Dumas. Il conserve ce poste jusqu'en 1991 et est élevé à la dignité d'ambassadeur de France cette année-là.
Il continue une carrière d'homme politique et est élu député des Bouches-du-Rhône dans la circonscription d'Aix-en-Provence de 1993 à 2002, période pendant laquelle il est également membre de la délégation de l’Assemblée nationale pour l’Union européenne et membre de la délégation française à l’assemblée générale de l’Organisation des Nations unies (ONU). De 1997 à 2002, il est vice-président de la commission des Affaires étrangères de l’Assemblée nationale.

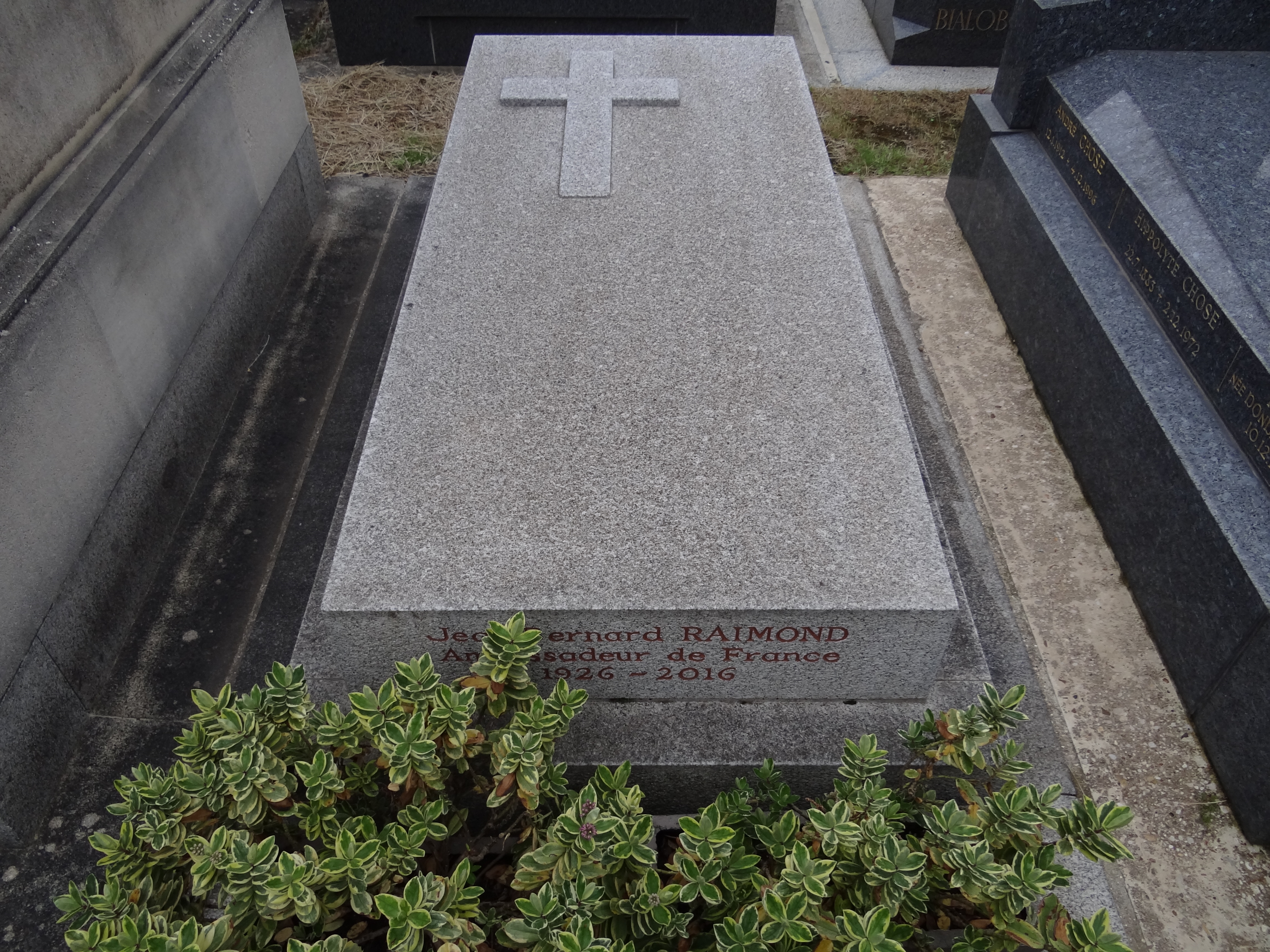
La tombe de Jean-Bernard Raimond au cimetière ancien de Neuilly-sur-Seine (Hauts-de-Seine).

## Autres engagements
Jean-Bernard Raimond est président de l’Association France-Italie, président de l’Association des amis de Jean Giraudoux, fondateur et président de la Société française des amis de la Russie (SOFARUS), président du comité d’organisation du Temps du Maroc (année du Maroc en France – 1999).

## Publications
Jean-Bernard Raimond a publié quatre livres de souvenirs et réflexions :
- Le Quai d'Orsay à l'épreuve de la cohabitation, Paris, Flammarion, 1989, 221 p.
- Le choix de Gorbatchev, Paris, Odile Jacob, 1992, 269 p.
- Jean-Paul II, un pape au cœur de l’histoire, Paris, Le Cherche midi, 1999 [rééd. 2005], 257 p.
- Le regard d'un diplomate sur le monde, les racines d'un temps nouveau, 1960-2010, Paris, le Félin-Kiron, 2010, 165 p.

Il a également publié de nombreux articles sous le pseudonyme de Michel Auberti, sur l'actualité internationale (notamment dans la Revue de défense nationale, Foreign Affairs, etc.).

## Décorations
- Commandeur de la Légion d'honneur (13 juillet 2007)
- Commandeur de l'ordre national du Mérite
- Chevalier de l'ordre des Palmes académiques
- Grand cordon de l'ordre du Ouissam alaouite
- Grand-croix de l'ordre de Pie IX

## Archives

### Archives orales
- Entretiens menés par l'Institut Georges Pompidou, d'une durée de six heures trente, et déposées aux Archives nationales sous les cotes 1AV/430 à 1AV/435.
- Archives orales au Centre des archives diplomatiques, sous la cote AO 33.